# 森若佐紀子
森若 佐紀子（もりわか さきこ、1977年12月16日 - ）は、読売テレビのアナウンサー。

## 来歴・人物
大分県立大分舞鶴高等学校、立教大学卒業後、2000年にアナウンサーとして読売テレビへ入社。入社後は、関西ローカル・平日早朝の情報番組（『あさイチ!』→『ゲツキン!』）や『ズームイン!!SUPER』関西ローカルパートのキャスターなどを経て、『情報ライブ ミヤネ屋』の全国ネット番組化を機に同番組のアシスタントを務めた。また、“TEAM2011”（近畿地方の地上波テレビ各局の地上デジタル放送推進大使で結成したキャンペーンユニット）には、結成時から読売テレビ代表として参加。2006年8月5日放送の関西テレビ『ナンボDEなんぼ』には、地上デジタルテレビ放送のPRを兼ねて、他の在阪民放テレビ局のメンバーと共に出演した。ただし、『ミヤネ屋』への出演後は、同番組で共演している大田良平や同僚の植村なおみに大使の職務を任せることが多かった。
2005年12月には、『ゲツキン!』の企画で大平サブローや川藤幸三らと共にホノルルマラソンに出場、見事完走した。2007年2月26日の『ズームイン!!SUPER』関西ローカルパート内で、読売テレビ社員との結婚を報告。3月3日に婚姻届を出し、5月28日に結婚式・披露宴を行ったが、現在も「森若」姓でアナウンサーを続けている。2011年3月10日に妊娠6ヶ月であることが報道された。同年4月から産休に入り、6月に女児を出産した。ただし、4月23日に開催の映画「阪急電車 片道15分の奇跡」の関西先行上映初日舞台挨拶（TOHOシネマズ西宮OS）では、ytv代表として毛利八郎（当時関西テレビアナウンサー）とともに司会を担当。その模様が、関西テレビの特別番組『映画「阪急電車 片道15分の奇跡」豪華キャスト勢ぞろい生放送スペシャル!』（関西ローカル放送）で生中継された。ちなみに森若は、大田とともに、同作品の本編にもワンシーンだけ出演している。
2012年6月1日付で、アナウンサーとして職場復帰。復帰後は、ナレーションを中心に活動している。2013年4月から1年間『ウェークアップ!ぷらす』のキャスターとして、『ミヤネ屋』降板以来2年ぶりに全国ネットの番組にレギュラー出演した。2015年7月10日付のブログで第二子妊娠に伴う産休に入ることが発表された。2017年3月27日付で、アナウンサーとして職場復帰。

## 出演

### 現在の出演番組
- 各種NNNニュース枠内ローカルパート（『NNNストレイトニュース』など）
  - NNNニュースサンデー（6:26分頃の関西の天気予報）
- ytvアナウンサー向上委員会（2020年10月3日 -  ナレーション有）

### 過去の出演番組
- あさイチ!（火・金→中元綾子退社により月 - 金）
- ゲツキン!
- なるトモ!（月・火、2007年2月27日で降板）
- 大田・森若のおおもりまぜごはん（大田良平とのインターネットラジオ）
- ズームイン!!SUPER（関西ローカルパートのみ）
- SUPER SURPRISE（木）
- 情報ライブ ミヤネ屋（番組開始時 - 2011年4月1日、2022年8月12日） - 初代アシスタント。2022年度は後輩アナウンサーで4代目アシスタントを務める澤口実歩の代打で11年4ヶ月振りに出演した。
- ウェークアップ!ぷらす（2013年4月6日 - 2014年3月29日） - MC
- 思わず2度見する!想像を絶するテレビ（2014年9月25日・沢村一樹司会の全国ネット特番） - アシスタント
- 特盛!よしもと 今田・八光のおしゃべりジャングル（2012年10月6日 - 2015年6月） - ナレーター
- キューン!（2012年12月21日 - 2015年7月12日）
- かんさい情報ネットten. - 「とことん満足! おでかけコンシェルジュ」「プロに勝てるか!? シェフvs主婦料理バトル」ナレーター
- 声〜あなたと読売テレビ（2012年10月13日 - 2015年6月13日、2017年1月14日 - 2021年3月13日）

## 映画
- 阪急電車 片道15分の奇跡（2011年、東宝）-　出演シーンでは主演の中谷美紀と共演。